# Grote Trek (België)
De Grote Trek is een jaarlijkse bedevaart te voet van zo'n 57 km met veel leden van scouting en andere jeugdbewegingen die sinds 1931 telkens op de eerste zondag van mei tussen Berchem bij Antwerpen en Scherpenheuvel wordt gehouden. Een typisch kenmerk is de Jamboreeband op kop van de stoet. De stichter van de grote trek in 1931 en tevens van de Jamboreeband in 1938 is Jan Lamquet (1907-2001). Hij was oud lid en oud leider van de 4de Sint-Jan Berchmans Antwerpen en Master of Scouts bij de 7de Sint-Michiel Brasschaat. Deze groepen bestaan nog steeds. Jan Lamquet was ook opvoeder van de koninklijke prinsen Boudewijn en Albert tijdens de oorlogsjaren. Na Jan Lamquet werd de leiding van de Grote Trek van 1993 tot 2017 voortgezet door Pitte Van Gils (1949-2017) en na diens plotse overlijden door Erick De Cleyn (°1955).